# Bauprès
El bauprès (o també bauprés
)

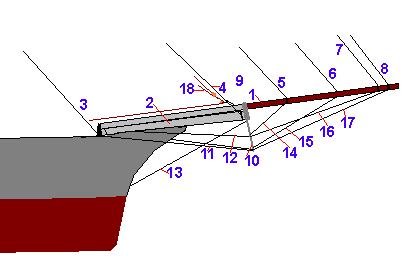
Els noms que reben les diferents parts:1. botaló
2. Bauprés
3. Estay de trinquet
4. Estay de velatxo
5. Nervi de contrafloc
6. Nervi de floc
7. Nervi de petifloc
8. Estay de galop
9. Tamboret de bauprès
10. Moc
11. Mostatxos
12. Vents del botaló
13. Barbiquell

és un pal inclinat cap endavant, gairebé horitzontal, que surt de la proa d'alguns velers, i que serveix per a subjectar els estais del trinquet i orientar els flocs.
De vegades duu una vela anomenada civadera.

## Origen
L'origen d'aquesta paraula està en la transcripció fonètica del mot francès Beaupré (al seu torn del neerlandès boegspriet = màstil arquejat), mantenint-se de forma idèntica en altres llengües llatines; també en llengües germàniques s'utilitzen paraules de so semblant (Bowsprit en anglès o Bugspriet en alemany).

## Descripció

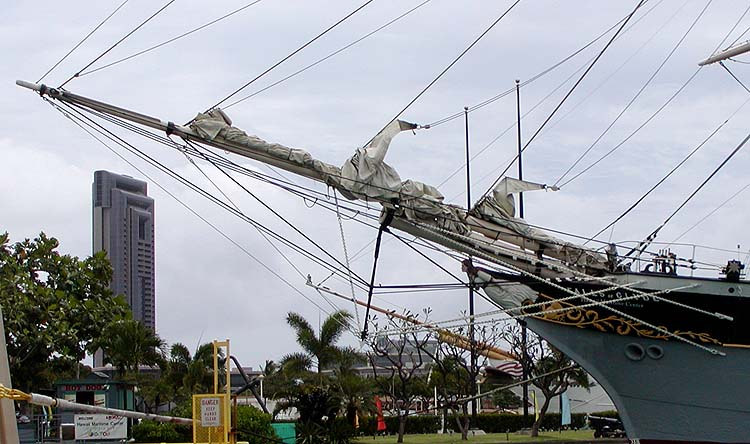
Bauprès de la fragata Falls of Clyde (1878) al Museu Marítim de Honolulu.

Està unit al buc i el remata, més a proa, amb una altra extensió anomenat botaló. Tots dos serveixen per afirmar l'arboradura del pal trinquet. Per sobre de tots dos es col·loca una xarxa denominada xarxa de xinxorro .
| Català                                   | Anglès                        | Descripció |
| ---------------------------------------- | ----------------------------- | --- |
| Moc                                      | Martingale (Dolphin Stricker) | Antigament, s'asseguraven amb caps (cordes) a armelles sota el bauprès. Després, s'asseguraven amb cadenes a plaques o armelles en els costats de proa. |
| tamboret                                 | Cap                           | |
| Aleta (Orella, Ala)                      | Bees                          | És el tauler que es col·loca a cada costat de l'extrem del bauprès                                                                                      |
| Gavieta                                  |                               | |
| Barbiquell                               | Bobstay                       | Es asseguraven a armelles o plaques en la roda. |
| Columnes del Bauprés (Guies del Bauprés) | Knightheads                   | |
| Trinques                                 | Gammoning                     | |
| Coixí                                    |                               | |

## Galeria

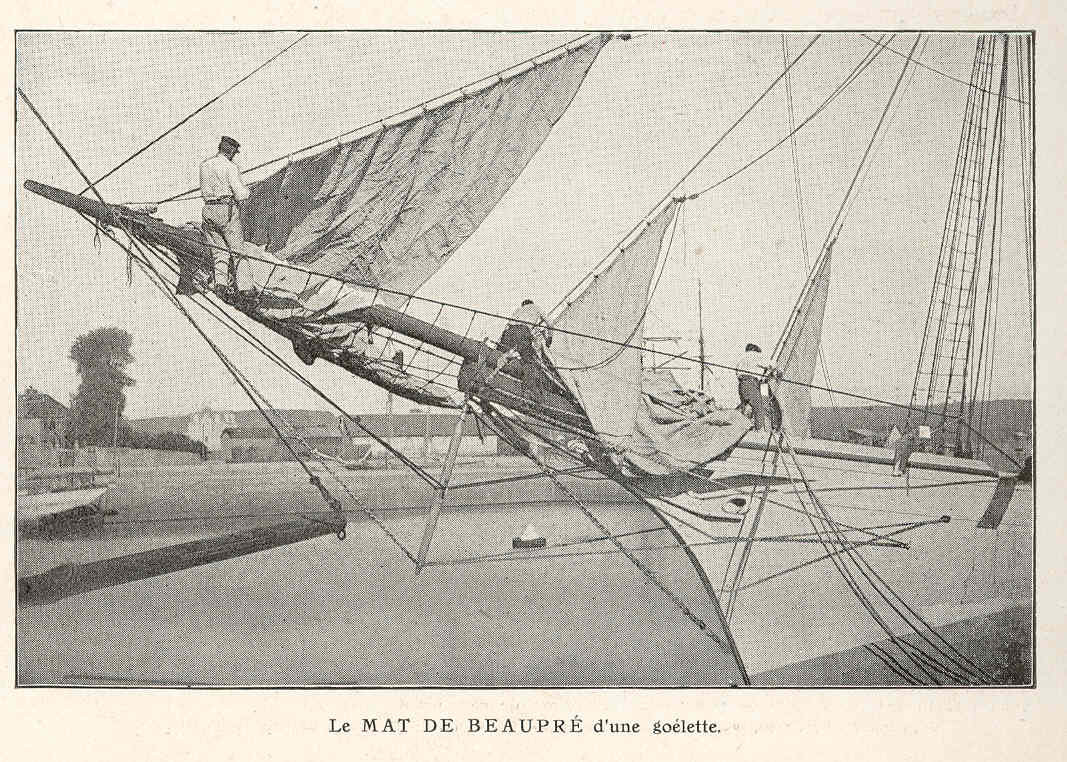
Bauprès d’una goleta de 1913
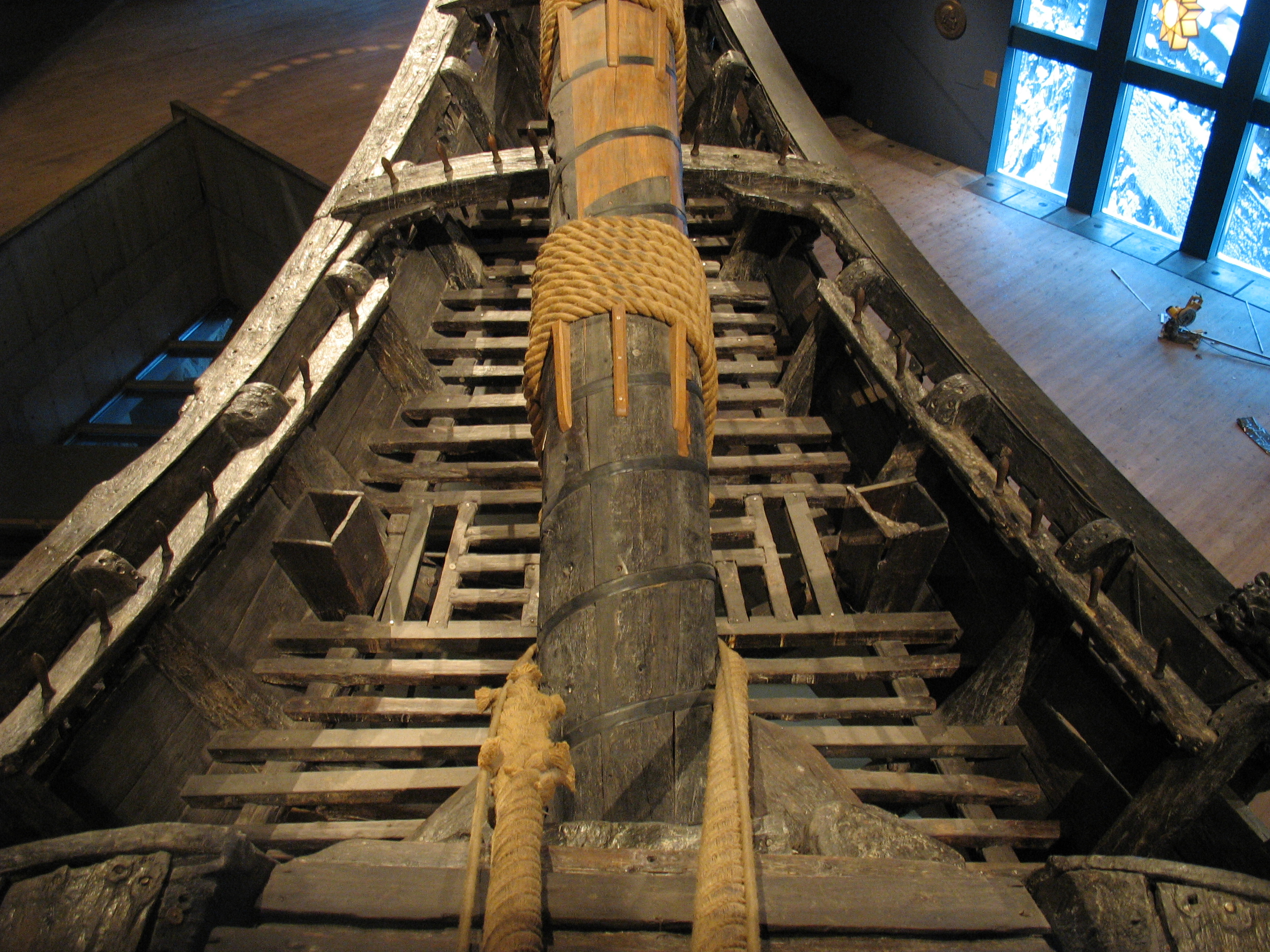
Base del bauprès a la proa del Vasa. Amb les "latrines" del vaixell.
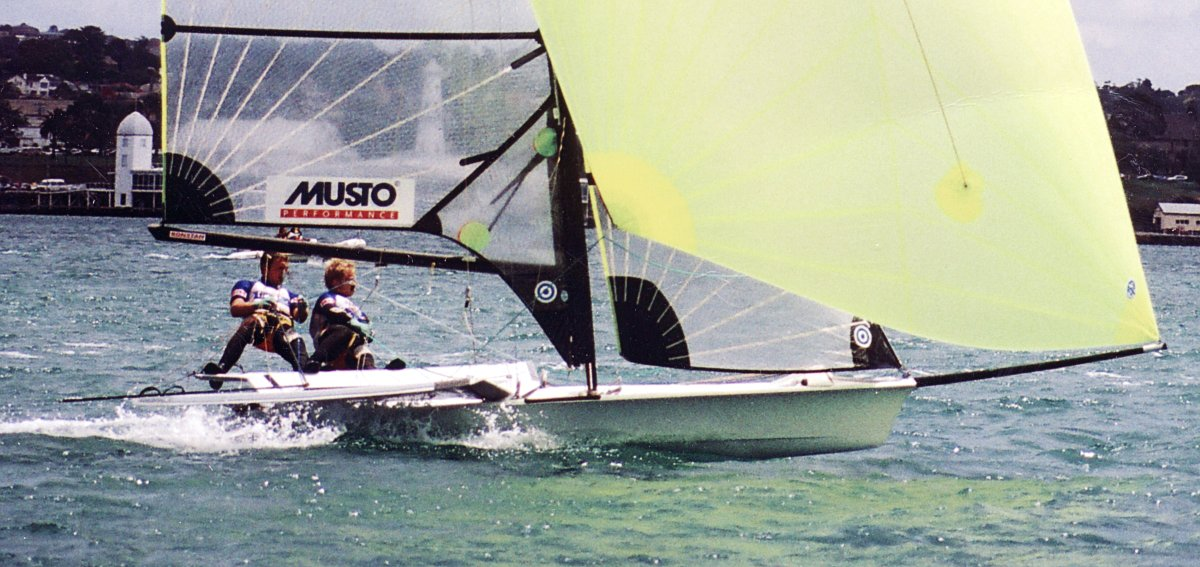
Un bauprès modern, a proa d'aquest 49er
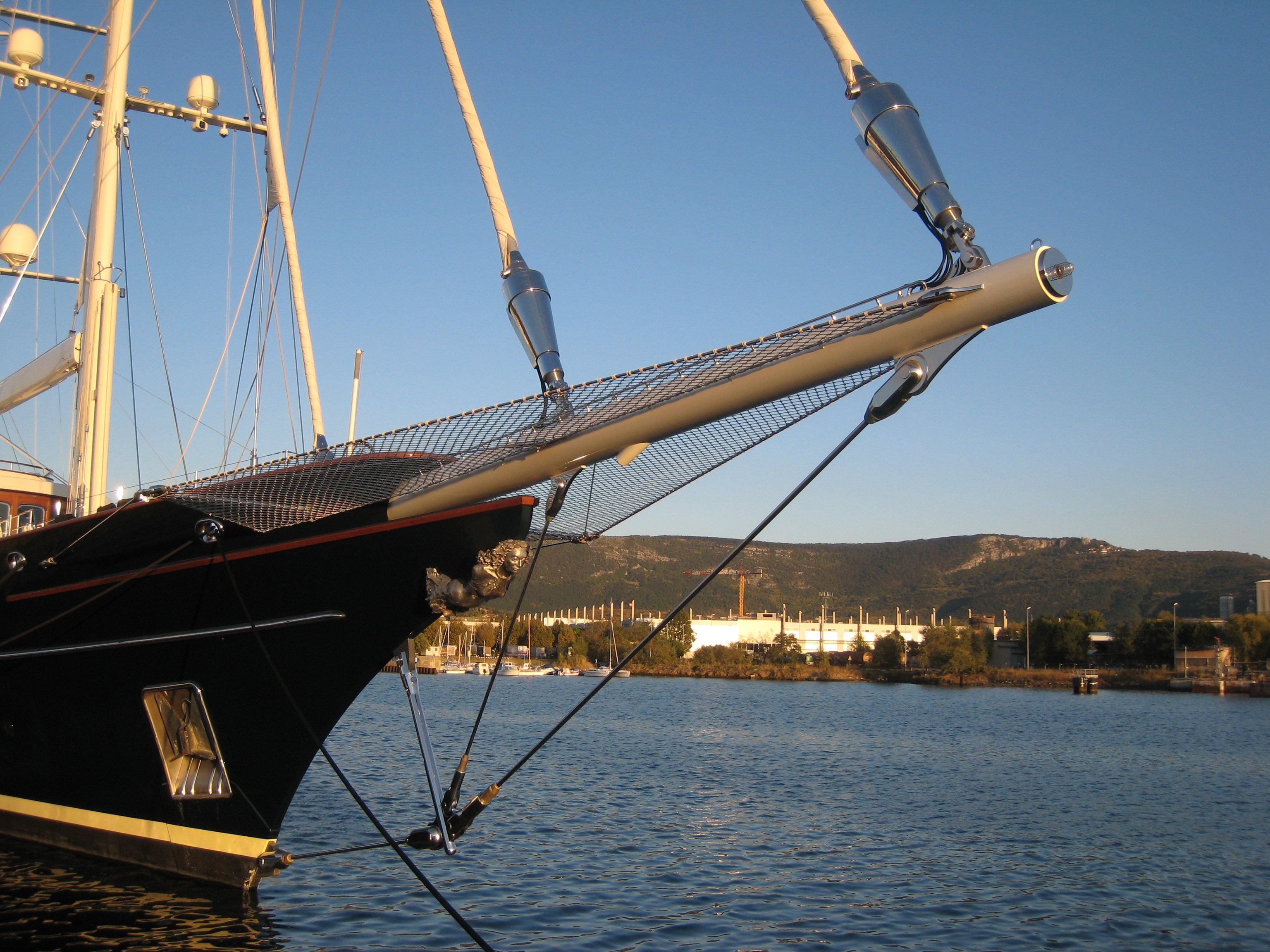
El bauprès d'un veler modern